# Eersel (plaats)
Eersel (uitspraakⓘ) (Brabants: Irsel) is de hoofdplaats van de gelijknamige gemeente Eersel, in de provincie Noord-Brabant, gelegen in regio de Kempen en onderdeel uitmakende van de Acht Zaligheden streek.
Eersel is met name bekend vanwege de sfeervolle Markt en samen met een gedeelte van het Hint is deze op 19 oktober 1967 uitgeroepen tot beschermd dorpsgezicht, om te waarborgen dat het authentieke karakter behouden blijft.

## Etymologie
Ereslo is de oudste vorm. De ch–uitgang bij Eresloch is te wijten aan het feit, dat de oorkonde te Echternach werd overgeschreven. Voor Ereslo of Eresloch wordt geen enkele naamsverklaring gegeven wat betreft Eres-, terwijl de “lo-uitgang” een hoogte van drie zijden door lagere zandgronden (de beemden) omgeven betekent. Later is deze naam via Eres’l verbasterd tot Eersel, tal van plaatsen en dorpen eindigend op 'el' zijn afgeleid van 'lo'. Een andere betekenis van een 'lo' of een 'loo' is 'open plek in een bos' of 'bosje op hoge zandgrond' afgeleid uit de germaanse taal. Deze bossen werden later ontgonnen tot akkerland en de lage gronden welke het dichtst bij huis lagen als weideland gebruikt. Voorbeelden hiervan zijn; achter het oude gemeentehuis (aan de Markt), de bibliotheek en het Hint, waar het duidelijk lager is dan op de Markt. Maar ook de omringende gehuchten Stokkelen, Schadewijk en de Hees hadden hoge en lage gronden dicht bij hun kern.

## Geschiedenis

### Prehistorie
Ongeveer 3.500 jaar geleden (bronstijd) werd het gebied van het huidige Eersel voor het eerst bewoond en ontgonnen door de "grafheuvelbouwers". Dit werd tijdens de daaropvolgende urnenveldentijd tot in de ijzertijd voortgezet. Zo is er een urn met crematieresten gevonden bij Schadewijk. De streek werd voor de komst van Caesar bewoond door de Eburonen, deze stam werd echter volledig van de kaart geveegd. Er zijn ook Romeinse vondsten gedaan. Er zijn talrijke scherven gevonden van Romeins aardewerk tussen de kerk van Eersel en het gehucht Schadewijk. De bevolking in deze contreien rond het begin van de jaartelling werden Toxandriërs genoemd. De Salische Franken die zich in 358 in het gebied vestigden werden door de Saksen in het Romeinse gebied gedreven. Na de Romeinse tijd is de streek nagenoeg ontvolkt. Uit de tijd van de Grote Volksverhuizingen zijn verder geen sporen bekend.

### Middeleeuwen
De Franken vestigden zich rond 700 opnieuw in de streek. Zij woonden waar hoge en lage gronden dicht bij elkaar lagen. Een van deze hoge gronden was Ereslo. Vanaf deze tijd is er sprake van een overheidsgezag in de streek. De Franken bouwden hun boerderijen rond een driehoekig plein 'de plaatse' genaamd. Een nederzetting met een plaatse en akkers was een akkerdorp, daarnaast ontstonden zogenaamde domeinen welke eigendom of in beheer van de hoge Frankische adel waren.
De oudst bekende geschreven vermelding van Eersel vinden we in het Liber aureus van de Abdij van Echternach. Hierin is een oorkonde uit 712 opgetekend waarin zekere Aengilbertus, zoon van wijlen Gaobertus, met instemming van zijn broer Verengaotus aan Sint Willibrordus zijn eerste domein en bezit te Eresloch schenkt, bestaande uit drie tenures, de sala, de kleine hoeve met drie slaven, hun vrouwen en kinderen. Eersel werd in het jaar 712 nog Erslo genoemd. Willibrordus vermaakte Erslo aan de abdij van Echternach in Luxemburg, domein Diessen.
Tot ongeveer in het jaar 1000 behoorde Eersel tot het graafschap Toxandrië. Hierna kwam het onder invloed van de graaf van Gelre. De graaf van Leuven breidde zijn gebied uit naar het noorden en in 1203 kwam de streek definitief bij Brabant. De handel begon zich te ontwikkelen en Eersel werd een kruispunt voor de routes van Leuven en 's-Hertogenbosch en van Antwerpen en Turnhout. De driehoekige plaatse van het akkerdorp Hint (nu nog zichtbaar) werd in zuidelijk richting uitgebreid. Het nieuwe ovale plein werd de Markt, aangelegd ten behoeve van het handelsverkeer als parkeerplaats voor karren. Hier omheen ontstonden de karakteristieke gebouwen voor verteer en logement zoals herbergen, alsmede stalplaatsen voor paarden met de benodigde hoefsmid.
In 1325 verkreeg Eersel van hertog Jan III van Brabant de rechten van “Vrijheid”. Op grond hiervan mochten de inwoners voortaan hun eigen bestuurders aanwijzen. Eersel werd de hoofdbank voor de schepenbanken van Hapert, Hoogeloon, Vessem, Knegsel, Steensel, Bergeijk, Westerhoven, Dommelen en Borkel en Schaft.
Rond de 14e eeuw werd Eersel welvarend en werd de monumentale toren van Eersel gebouwd, samen met die van Steensel en Duizel. In 1464 werd tussen de Markt en het Hint een kapel in Eersel gebouwd.

### Teuten
Na de middeleeuwen werd de streek armer en groeiden de dorpen niet tussen 1500 en 1800. Dit is de periode van de Teuten. De Eerselse Teuten waren kooplui die voornamelijk handelden in koper en vrouwenhaar (en ook wel varkenshaar). 
Een overblijfsel uit deze tijd zijn de "Teutenhuizen" aan de Markt. Ten tijde van Koning Willem I trad er een verbetering op. De provinciale weg naar Eindhoven en de Postelseweg werden verhard en een stoomtrambaan werd aangelegd (1897).

### Industriële revolutie
Sinds 1900 vond ontginning van de bossen plaats en kwam de sigarenindustrie op. Tijdens de crisistijd zorgde de sigarenindustrie ervoor dat de werkloosheid niet erg groot was, hoewel het leven ook in Eersel toen karig was.
De bekendste fabriek is die van Henri Wintermans, welke in 1934 te Eersel startte. Eersel geniet nog steeds bekendheid als grootste sigarenexporteur van Nederland en neemt nog altijd een belangrijke plaats in op de wereldmarkt van sigarenproducenten.
Na de Tweede Wereldoorlog vond er in Eersel een snelle bevolkingsgroei plaats van 3.700 naar 12.500 inwoners.

## Bezienswaardigheden

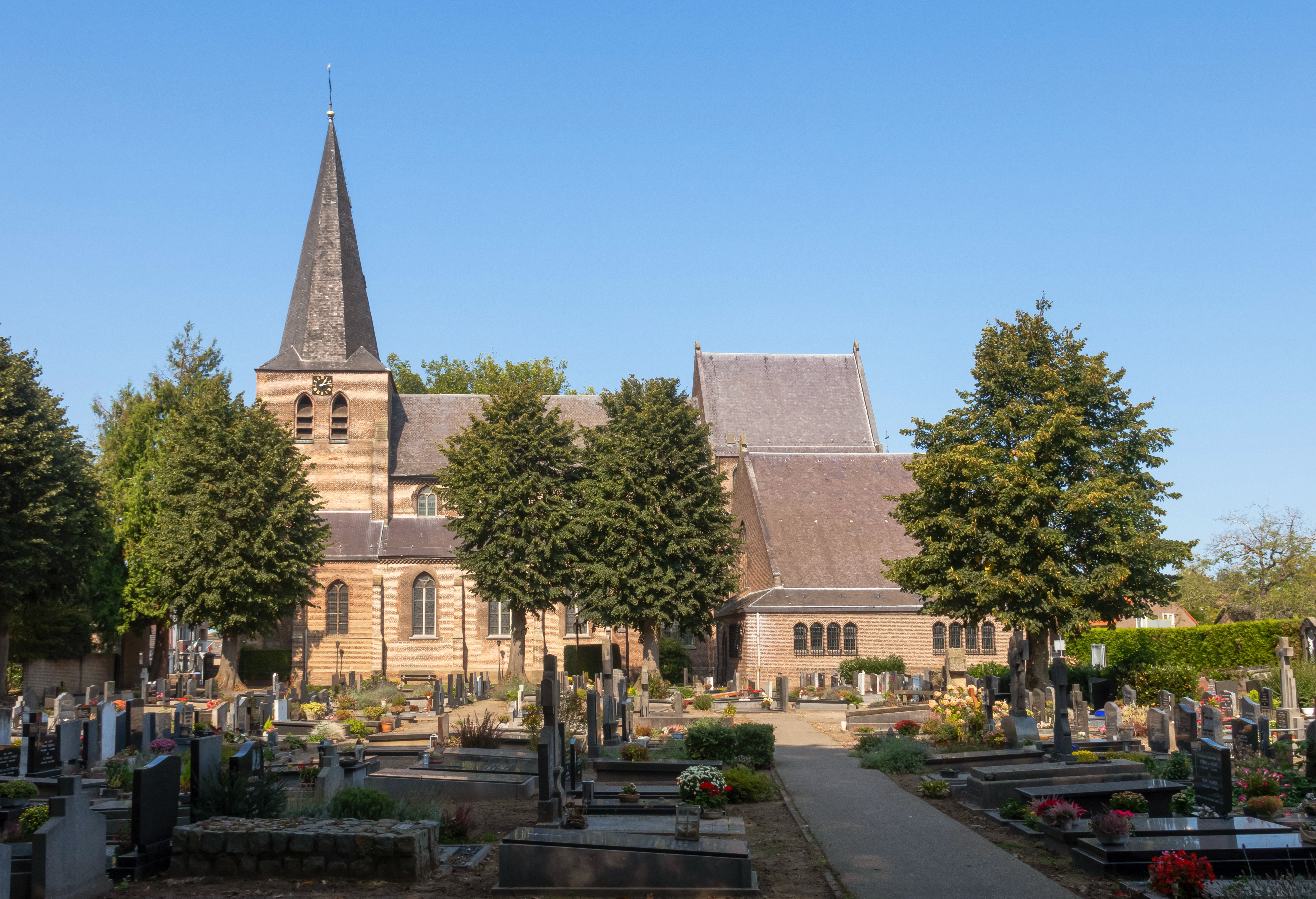
Willibroduskerk Eersel

Het oude gemeentehuis

- St. Willibrorduskerk
De oudste Eerselse kerk is mogelijk een eenvoudig houten optrekje geweest, gesticht door de Abdij van Echternach. De Willibrorduskerk wordt voor het eerst in 1480 genoemd. De toren dateert uit de tweede helft van de 14e eeuw. Het pronkstuk van de kerk is het monumentale orgel. Het werd in 1972 onder Rijksmonumentenzorg geheel gerestaureerd. Het is een combinatie van werk van twee beroemde orgelbouwers: Bernard Petrus van Hirtum uit Hilvarenbeek (1838) en de gebroeders Smits uit Reek (1852).

- De Onze-Lieve-Vrouw van de Kempenkapel
De in 1464 in gotische stijl gebouwde kapel is het oudste gebouw van de Markt. Het is mooi van proportie en kleur. Zulke oude kapellen treft men nog maar zelden aan, en deze is in de Kempen uniek. Na de Vrede van Münster (1648) werd ze voor de eredienst gesloten en deed dienst als raadhuis, gevangenis en bewaarplaats voor de brandspuit. De burgerij van Eersel heeft in 1948 – de kapel was toen 300 jaar als raadhuis in gebruik – de gebrandschilderde ramen geschonken.

- Pomp en kiosk
Onmisbaar voor de sfeer van de Markt is de fraaie hardstenen dorpspomp uit 1864, voorzien van het wapen van Eersel. Ook de muziekkiosk draagt – al meer dan een eeuw – bij aan de sfeer. De huidige is in 2004 nauwkeurig nagebouwd naar de oorspronkelijke tekening.

- Boterlinde
Onder de "Boterlinde" verkochten in vroegere jaren de boerinnen op marktdagen hun boter. Om hun waar koel te houden, zochten ze een plaatsje onder het bladerdek van deze boom. Op bijzondere wijze is dit tot een koepeldak geleid en gegroeid.

- De Contente mens

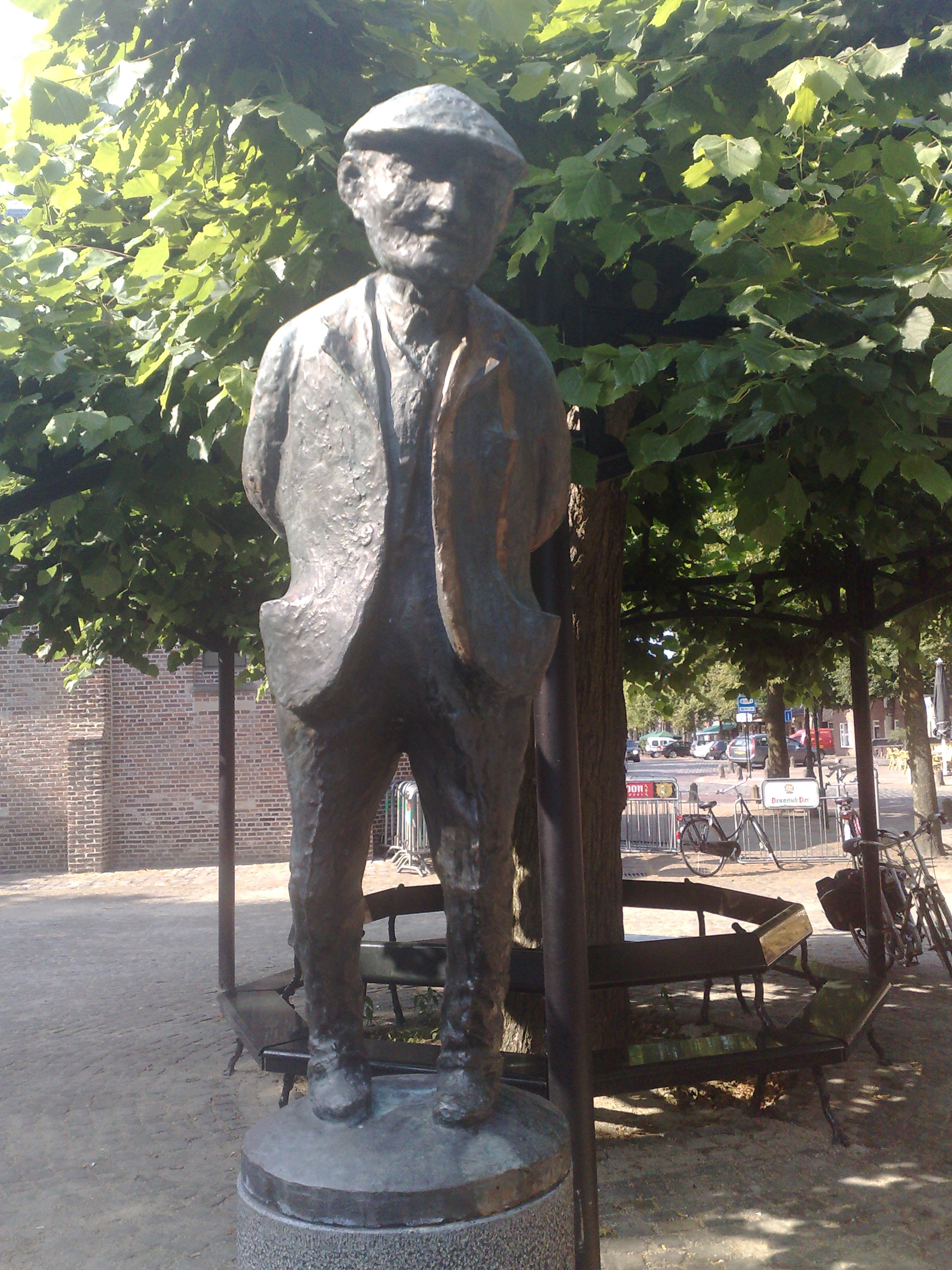
De Contente mens

De 'Contente mens' (Brabants: 'tevreden man') is een beeld gemaakt door Richard Bertels (ca. 1957) dat zich bevindt voor de VVV. De contente mens is een uitstervend ras, en is met dit beeld vereeuwigd in brons, als symbool voor wat er in onze tijd aan het verdwijnen is, maar wel degelijk waarde heeft.

- Pronte vrouw (1969)
Kunstenaar: Guus Hellegers

- De Hervormde kerk 
Kerkje gebouwd in 1812 en herbouwd in 1861. Het is een eenvoudige, bakstenen zaalkerk. Het plafond heeft een tongewelf, wat een zeer goede akoestiek geeft. De plattegrond laat een langwerpige achtkant zien, aan de noord- en zuidzijde driezijdig gesloten met een torentje op het dak. In de westwand een gedenksteen met een opschrift ter herinnering aan de stichting.

- Voormalig gemeentehuis
Het tot zes appartementen verbouwde voormalige gemeentehuis (Markt 28) is mede bekend door het carillon dat elk half uur speelt.

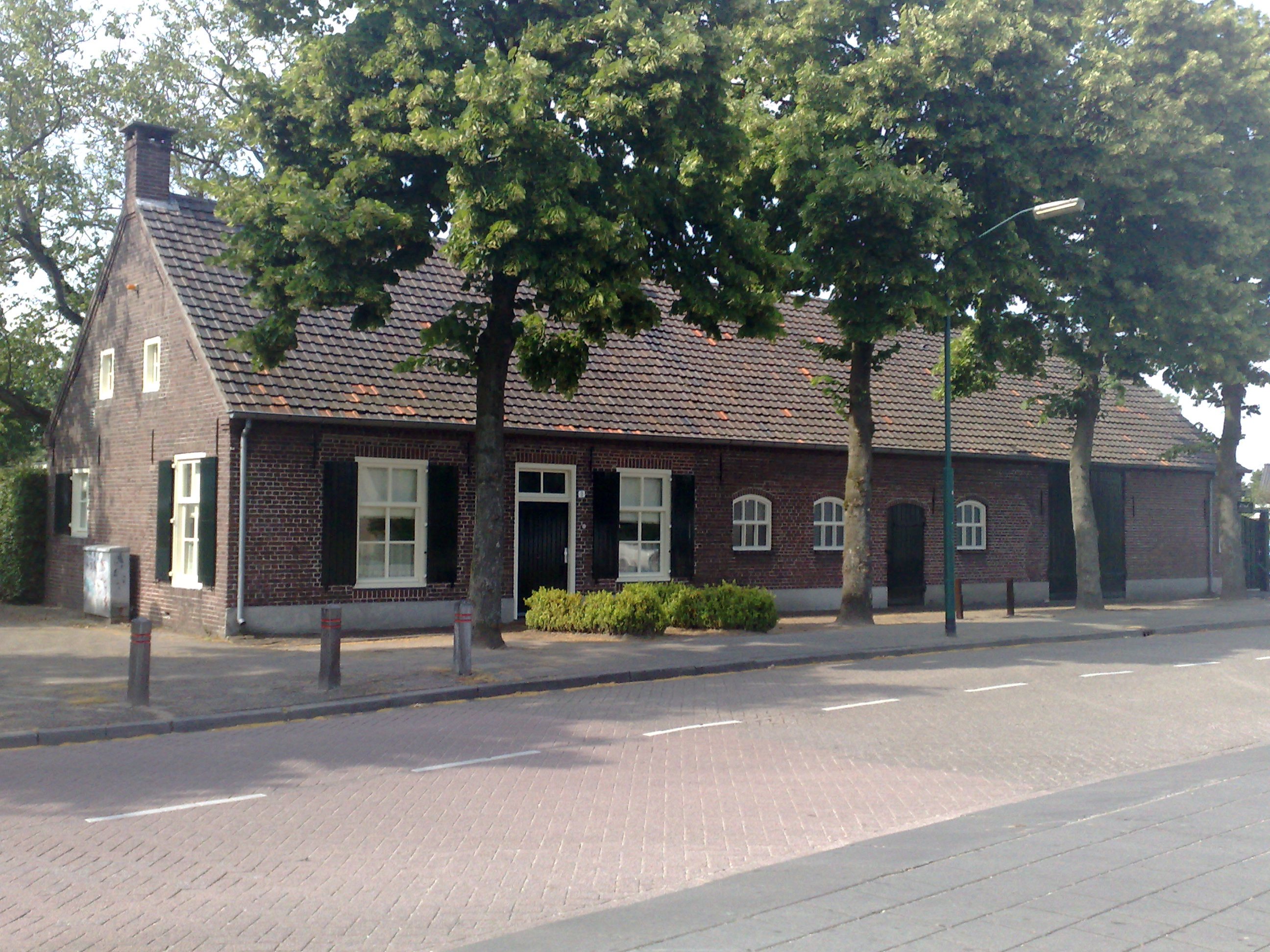
Streekmuseum De Acht Zaligheden

- Streekmuseum De Acht Zaligheden
Het museum is gevestigd in een Kempische langgevelboerderij. Doelstelling is om geïnteresseerde bezoekers en bewoners een indruk te geven van het (agrarische) leven van ca. 1850 tot ca. 1950, toegespitst op de Kempen en met name het gedeelte daarvan dat "De Acht zaligheden" genoemd wordt.

### Monumenten
Een deel van Eersel is een beschermd dorpsgezicht. Zie ook: 
- Lijst van rijksmonumenten in Eersel (plaats)
- Lijst van gemeentelijke monumenten in Eersel

## Natuur en landschap
De omgeving van Eersel is voor een deel verstedelijkt door bedrijventerreinen en drukke wegen. Voorts ligt veel landbouwgebied in de omgeving waaruit echter, door ruilverkavelingen, veel van de oorspronkelijke kleinschalige structuur is verdwenen. Enkele oudere buurtschappen zijn nog aanwezig.
Ten zuiden van Eersel stroomt de Run en een zijriviertje hiervan, de Diepreitsche Waterloop. Ten zuidwesten van Eersel ligt, voornamelijk op het grondgebied van het dorp Hapert nabij de buurtschap De Pan, het Natuurgebied De Kempen, een gemeentebos met voornamelijk naaldhout beplant, waardoor een wandeling is uitgezet.
De Heestert, eveneens gemeentelijk bezit, is een naaldbosgebied dat grenst aan de Cartierheide.

## Trivia
- Tijdens Carnaval heet het dorp 'Buurtgat'.
- De bijnaam van Eersel is 'De parel van de Kempen.'
- Eersel is een van de Acht Zaligheden en wordt tevens beschouwd als de hoofdplaats van dit selecte gezelschap.[3]
- Volgens meerdere bronnen wordt Eersel, naast haar titel zaligheid, ook als lid van de Zeven Heerlijkheden gerekend. Eersel zou in verschillende grensgeschillen met Bergeijk enige tijd gegrenst hebben aan Paal Schoongars, wat een vereiste is om de titel Heerlijkheid te mogen dragen.[4]

## Bekende personen
- Harrie van der Zanden (1894-1964), politicus
- Will van Woerkum (1951), voetballer
- Stijn Westenend (1972), acteur
- Ton van Genugten (1983-2021), rallyrijder en ondernemer
- Jurgen Hendriks (1983), voetballer

## Nabijgelegen kernen
| Aangrenzende kernen | Aangrenzende kernen | Aangrenzende kernen | Aangrenzende kernen | Aangrenzende kernen |
| ------------------- | ------------------- | ------------------- | ------------------- | ------------------- |
| Duizel              |                     | Knegsel             |                     | Steensel            |
|                     |                     |                     |                     |                     |
| Hapert              | Walik               |                     |                     |                     |
|                     |                     |                     |                     |                     |
|                     |                     |                     |                     | Bergeijk            |